# 아르눌프 (상파뉴)
아르눌프(Arnulf, 690년경/695년 ~ 723년) 또는 아르노알드(Arnoald), 아놀드(Arnold)는 카롤링거 왕조 출신 프랑크 왕국의 귀족으로, 피핀 데리스탈 또는 뚱보 피핀과 플렉트루디스의 적손자이자, 캄파니아(현재의 상파뉴)의 공작 드로고 1세의 아들이었다. 707년 혹은 708년 아버지 드로고 1세가 죽자 캄파니아공작직, 네우스트리아공작직을 물려받았다.
714년 12월 할아버지 피핀 데리스탈 또는 뚱보 피핀이 사망할 당시 이미 성년에 도달하였으나 그에게는 아무런 세력이 없었다. 715년/716년의 볼렌도르프(Bollendorf)의 에흐터나흐 수도원에서 상속 재산을 분할할 당시 그는 공작의 지위에 있었다. 후일 정변을 일으킨 이복삼촌 카롤루스 마르텔에 의해 제거되었다.

## 생애

### 어린 시절
아버지는 프랑크 왕국의 실권자로 피핀 데리스탈 또는 뚱보 피핀과 플렉트루디스의 아들 캄파니아(현재의 상파뉴)의 공작 드로고 1세이고, 어머니는 드로고 1세의 첫 부인 아달트루디스(Adaltrudis)였다. 그의 부모는 690년경을 전후해서 결혼했을 것으로 추정된다. 일설에는 피핀 2세의 정적이었던 궁재 바라토의 딸 안세트루드가 그의 어머니라고도 한다. 아르눌프 레멘시스의 증손자이자, 그리모알두스 2세의 조카였다.
어려서 그는 외조모 안세플리드(Anseflede)에 의해 양육되었다. 안세플리드는 궁재 바라토의 아내이자, 그의 외할머니 안스트루드(Anstrude)의 친정어머니였다. 그가 어느 시점에 부르군트의 공작직을 임명되었는지는 정확하지 않으나, 성 보니투스(Bonitus)는 기록에 그를 부르군트 공작이라는 기록을 남겼다.
707년 혹은 708년 아버지 드로고 1세가 갑자기 죽으면서 캄파니아공작직을 물려받았다. 삼촌 그리모알두스 2세가 714년초 알프스산맥 근처에서 살해되자 할머니 플렉트루디스는 자신의 손자들의 지위를 유지하고자, 아르눌프의 할아버지 피핀 데리스탈을 설득하였다.

### 성년 이후
714년 12월 할아버지 피핀 데리스탈 또는 뚱보 피핀이 사망할 당시 이미 성년에 도달하였으나 그에게는 아무런 세력이 없었다. 할머니 플렉트루디스는 야심가인 이복 삼촌 카를 마르텔을 콜로네(쾰른)의 감옥에 유폐하지만 곧 탈출하게 된다. 할아버지 피핀이 사망할 당시 어떤 이유로 그 대신, 그보다 어린 사촌동생 테오도알드를 궁재로 내정했는지는 알려진 것이 없다.
그는 피핀 2세의 적손자 자격으로 부르군트 왕국의 일부 실권을 물려받았다. 715년 6월에 에흐터나흐 시에서 작성된 헌장에서, 아르눌프는 둑스(dux, 공작(duke))로 기록되었으며 아르눌프의 형제 후고, 고드프리드Gotfrid) 및 피핀(Pippin)은 메츠에 있는 성 아르눌프 교회의 땅과 재산을 분할 상속받았고, 그 곳에 묻힌 자신들의 아버지 드로고 1세를 기념하였다. 그밖에도 그는 네우스트리아의 공작직을 겸직했다.
716년 4월 12일 아르눌프는 자신이 물려받은 상속지 볼렌도르프(Bollendorf)의 영지를 볼렌도르프의 에흐터나흐 수도원(Abbey of Echternach)에 기증하였으며, 부활절 기념식 및 어린 사촌동생 단신왕 피핀의 유아세례를 기념하여 기증하였다. 그러나 카를 마르텔과의 화해는 오래 지속되지 못했고, 2년 후 카를 마르텔은 에흐터나흐 수도원에 아르눌프가 기증한 선물을 취소, 반환시켰다.
720년 혹은 721년 아르눌프는 몬테 클로타리엔스(Monte Clotariense, 클뤼사엔스(Klüsserath) 일대의 포도원을 성 윌리브로드(St. Willibrord)에게 기증했다.

### 반란 실패와 최후
723년 그는 형제 고드프리드와 피핀과 공모하여 반란을 일으켰지만, 카를 마르텔에 의해 진압되었다. 723년에 아날레스 나자린(Annales Nazariani)에 의하면 카를 마르텔의 명령에 따라 "드로고 1세의 두 아들, 아놀드 또는 아르노알드(Arnoald, 아르눌프(Arnulf)와 피핀, 고드프리드 중 한 사람이 죽었다"고 기록했다. 같은 내용이 아날레스 연대기(Annales Petaviani), 아날레스 라우라사멘시스(Annales Laureshamenses) 및 아날레스 알레만니 연대기(Annales Alamannici)에서 발견된다. 그가 언제, 어떻게 죽었는지 그의 궁극적인 최후는 알려져 있지 않다.
카를 마르텔은 아르눌프와 피핀 및 그의 형제들이 감옥에서 죽게 방치하였다. 그가 자연사했는지, 언제 사망했는지, 매장지 등은 정확하게 전하지 않는다.

## 참고 자료
- Constance B. Bouchard (2015). Rewriting Saints and Ancestors: Memory and Forgetting in France, 500–1200. University of Pennsylvania Press.
- Paul J. Fouracre(2013). The Age of Charles Martel. Routledge.
- Gerberding, Richard A. (1987). The Rise of the Carolingians and the Liber Historiae Francorum. Oxford: Oxford University Press.
- Ingrid Heidrich (1965–66). "Titular und Urkunden der arnulfingischen Hausmeier". Archiv fur Diplomatik. 11/12: 17–279, at 239–40 and 251–52.
- Rudolf Schieffer, Die Karolinger, Kohlhammer Urban Verlag Stuttgart 2000, S. 36,38